# Agrana
Agrana es una compañía de alimentos fundada en Austria que produce azúcar, almidón, preparado de frutas, concentrado de jugo y etanol como combustible. Los dueños y accionistas mayoritarios son Raiffeisen, la alemana Südzucker y 25% son acciones bursátiles. Agrana provee principalmente a industrias alimentarias de carácter internacional, como Danone, Yoplait y Kraft Foods, aunque también cuenta con negocios para el consumidor final, como Wiener Zucker, muy conocida en Europa Central y del Este. Agrana cuenta con alrededor de 50 instalaciones alrededor del mundo, de las cuales, las mayores se encuentran en Hungría, Austria, Polonia, Rumania, Ucrania, Francia, Estados Unidos, y México.

## Historia

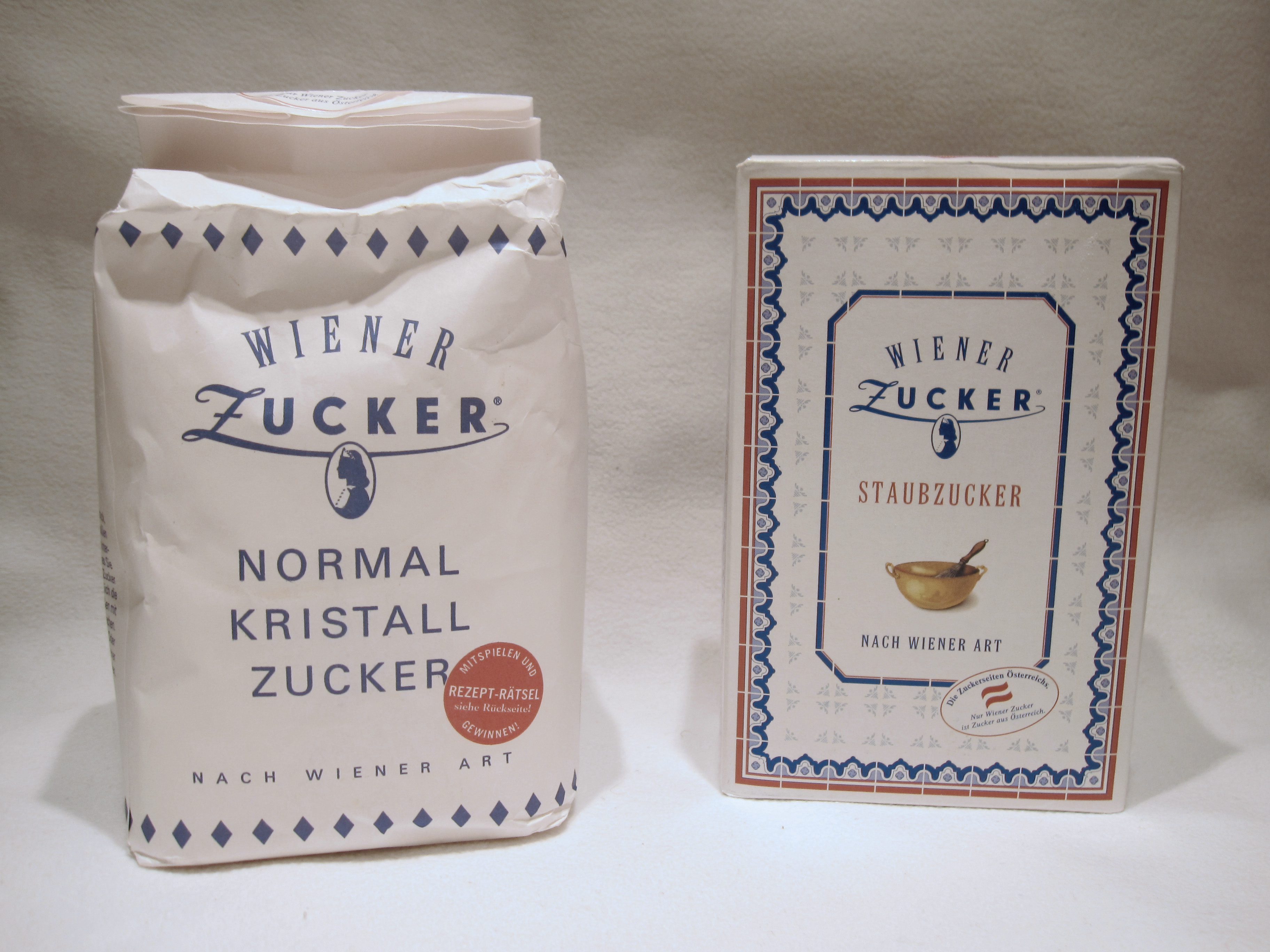
Wiener Zucker de Agrana

Agrana fue fundada en 1988 como sociedad central para el azúcar de Austria y de la industria del almidón. Comenzó operaciones con tres fábricas de azúcar (Tulln, Leopoldsdorf y Hohenau), una fábrica de fécula de patata en Gmünd y una planta de almidón de maíz en Aschach.
En 1974 la empresa recibió el Premio Nacional y desde entonces puede usar el Fondo Federal en el negocio.
Luego de la participación húngara en fábricas de azúcar y almidón entre 1990 y 1991, se abre la oferta pública, iniciando las cotizaciones en la Bolsa de Viena. A partir de ahí, siguieron nuevas inversiones en República Checa, Hungría, Eslovaquia, Rumanía y Austria.
Entre los años 2003 a 2005, Agrana compró varias empresas en las industrias de procesamiento de frutas y jugos concentrados (Steirerobst, Vallosaft, Wink, Atys), creando una empresa nueva: Agrana Fruit. Esto se debió a la disminución en el negocio del azúcar (por los recortes de cuota de la UE), y la diversificación.
En 2010, Agrana expande su presencia en Oriente Medio y África con un "Joint-venture" en preparado de fruta en Egipto.

## Compañías del grupo

### Agrana Sugar
- 13 instalaciones productivas en Europa central;
- incluye compañías como: Moravskolezske Cukrovary (República Checa), Magyar Cukor (Hungría), Slovenske Cukrovary (Eslovaquia) y Agrana Romania (Rumania);
- Ganancias: € 785 millones;
- Núm. de empleados: 2,723;
- Produce 4,700,000 tons de remolacha y 180,000 tons de azúcar.

### Agrana Starch
- 5 instalaciones productivas en Europa central;
- incluye compañías como: AGFD Tandarei (Rumania), Hungrana (Hungría), Agrana Bioethanol (Austria);
- Ganancias: € 216 millones;
- Núm. de empleados: 776;
- Produce 190,000 tons de almidón de papa y 820,000 tons de almidón de maíz;

### Agrana Fruit
- 37 instalaciones productivas en el mundo;
- incluye compañías como: Agrana Fruit, Agrana Juice;
- Ganancias: € 915 millones;
- Núm. de empleados: 4,724;
- Produce 940,000 tons de preparado de frutas y concentrado de jugo.

Las filiales de Agrana Fruit se encuentran distribuidas en varias partes del mundo, entre ellas Francia, Austria, Alemania, Polonia, Hungría, Ucrania, Argentina, Brasil, México, Estados Unidos, Sudáfrica, Australia, Turquía, Corea del Sur, Fiyi y China, entre otras.